# هذلول بن ناصر بن فيصل بن ثنيان آل سعود
هو الأمير هذلول بن ناصر بن فيصل بن ناصر بن عبد الله بن ثنيان بن سعود الحاكم الأول الذي تنتسب إليه الأسرة المالكة الكريمة. كان ملازماً للملك عبد العزيز منذ أن سيطر على الرياض حتى قتل في معركة روضة مهنا.

## أبنائه
- الأمير فيصل له (بنات فقط)
- الأمير سعود الأول (ليس له أبناء)
- الأمير فهد (ليس له أبناء)
- الأمير سعود بن هذلول بن ناصر آل سعود كان أميراً على منطقة القصيم ومنطقة تبوك

## وفاته
توفي في 16 صفر 1324هـ في معركة روضة مهنا ضد قوات عبد العزيز المتعب الرشيد.